# Пангенез

Схема пангенезу

Пангенез — гіпотеза успадкування ознак у роботах Ч. Дарвіна та інших учених. В 1868 році гіпотеза пангенезу була викладена в книзі Ч. Дарвіна «Зміни домашніх тварин і культурних рослин». У розділі XXVII «Тимчасова гіпотеза пангенезу» (англ. provisional hypothesis of pangenesis) Дарвін припустив що у всіх тканинах організмів присутні субмікроскопічні гранули — геммули, які несуть спадкові ознаки з клітин тіла в статеві клітини, забезпечуючи тим самим можливість спрямованих (а не випадкових) змін в ході еволюції живих організмів.
Схожі гіпотези спадковості висували Гіппократ (V—IV ст. До н. е.), Дж. Бореллі (XVII ст.), Ж. Бюффон (XVIII ст.).
Дарвін запропонував цю гіпотезу з метою дати задовільне пояснення описаним в його роботах фактами успадкування набутих ознак (див. ламаркізм), включаючи такі явища, як реверсія та вегетативна гібридизація. Рухаючись з потоком крові, геммули, згідно з припущенням Дарвіна, збираються в статевих елементах. Дарвін писав:

Виходячи з будь-якого звичайного погляду, незрозуміло, яким чином змінені умови, що діють на зародок, на молоду або ж на дорослу істоту, можуть викликати спадкові зміни. Якщо дотримуватися звичайних поглядів, то настільки ж, або навіть більше незрозуміло, яким чином наслідки тривалої вправи або незастосування частини або зміни тілесних або душевних звичок можуть передаватися у спадок. Навряд чи можна поставити складнішу задачу, але, дотримуючись нашого погляду, нам треба тільки припустити, що в деяких клітинах зрештою відбуваються структурні зміни і що ці клітини відокремлюють від себе геммули, змінені схожим чином.

Дарвін попереджав, що пангенез — не більше, ніж тимчасова умоглядна гіпотеза; незабаром після опублікування роботи Дарвіна в 1871 році Френсіс Гальтон (двоюрідний брат Чарльза Дарвіна) поставив серію експериментів з метою перевірки існування геммул. У даних дослідах Френсіс Гальтон переливав кров від темнозабарвлених кроликів світлозабарвленим, ніякого впливу на забарвлення шерсті у потомства не виявив.
Німецький учений Август Вейсман вважав дану теорію перенесення ознак, поряд з гіпотетичною можливістю їхнього перенесення через нервову систему, «фантастичною». Не вбачаючи інших можливих способів успадкування набутих ознак, він заперечував тим самим і можливість успадкування набутих змін протягом життя організму. 
У 1889 році Гуго Де Фриз висунув гіпотезу про внутрішньоклітинний пангенез. Відповідно до цієї гіпотези, спадкові задатки пов'язані з присутніми в живій протоплазмі матеріальними частками (пангенами). На відміну від Дарвіна, Гюго де Фріз заперечував перенесення пангенів у статеві клітини. 